# August von Bechmann
August Ritter von Bechmann (* 16. August 1834 in Nürnberg; † 11. Juli 1907 in München) war ein deutscher Hochschullehrer für Römisches Recht.

## Leben
Als Stipendiat der Stiftung Maximilianeum begann Bechmann das Rechtswissenschaftsstudium an der Ludwig-Maximilians-Universität München.  Er beendete es an der Friedrich-Wilhelms-Universität Berlin.
Nachdem er sich 1861 an der Julius-Maximilians-Universität Würzburg habilitiert hatte, wurde er 1862 o. Professor für Recht an der Universität Basel. Es folgten Ordinariate an der Philipps-Universität Marburg, der Christian-Albrechts-Universität Kiel (1864), der Friedrich-Alexander-Universität Erlangen (1870), der Rheinischen Friedrich-Wilhelms-Universität Bonn (1880) und der LMU (1888). Er war 1869/70 Rektor in Kiel, 1872/73 und 1876/77 in Erlangen und 1894/95 in München. 1891 wurde er in München zum ordentlichen Reichsrat des Königreichs Bayern ernannt. Seit 1868 vertrat Bechmann für kurze Zeit die Universität Kiel im preußischen Herrenhaus, musste diesen Sitz aber wegen seines Wechsels nach Erlangen wieder aufgeben. Seit 1888 war er ordentliches Mitglied der Bayerischen Akademie der Wissenschaften.
Er befasste sich vor allem mit dem Eigentums- und Kaufrecht. Darin vertrat er die These, dass die Identität eines Schuldners nicht von vorher festgesetzten Rechtsmaximen oder -prinzipien abhängt, sondern allein von der Absicht, d. h. dem wirtschaftlichen Zweck des Schuldverhältnisses bestimmt ist.
Bechmann heiratete am 3. April 1861 Marie Kraft. Aus dieser Ehe gingen 3 Töchter hervor. Im Dezember 1871 verstarb Marie Bechmann. Am 26. Mai 1873 heiratete er Adelheid Thomasius, Tochter von Gottfried Thomasius. Diese Ehe blieb kinderlos.

## Schriften
- Ueber den Inhalt und Umfang der Personalservitut des usus nach römischem Rechte (Nürnberg 1861)
- Das römische Dotalrecht (Erlangen 1863)
- Zur Lehre vom Eigenthumserwerb durch Accession und von den Sachgesammtheiten (Kiel 1867)
- Das ius postliminii und die Lex Cornelia : Ein Beitr. zur Dogmatik d. röm. Rechts (Erlangen 1872)
- Der Kauf nach gemeinem Recht. Theil 1. Geschichte des Kaufs im Roemischen Recht (Erlangen 1876)
- Der Kauf nach gemeinem Recht. Theil 2. System des Kaufs nach gemeinem Recht (Erlangen 1884)
- Studie im Gebiete der legis actio sacramenti in rem (München 1889)
- Der churbayerische Kanzler Alois Freiherr von Kreittmayr. Festrede gehalten in der öffentlichen Sitzung der königlichen bairischen Akademie der Wissenschaften (München 1896)
- Der Kauf nach gemeinem Recht. Theil 3, Hälfte 1. System des Kaufs nach gemeinem Recht (Erlangen 1905)
- Der Kauf nach gemeinem Recht. Theil 3, Hälfte 2. System des Kauf nach gemeinem Recht (Erlangen 1908)